# Муравьи взбираются на дерево
Муравьи взбираются на дерево (кит. трад. 螞蟻上樹, упр. 蚂蚁上树, пиньинь Mǎyǐshàngshù, палл. маишаншу) — классическое блюдо сычуаньcкой китайской кухни. Название блюда на китайском языке, «маишаншу», переводится как «муравьи, карабкающиеся на дерево», «муравьи на дереве», «муравьи, ползающие по дереву», «муравьи, карабкающиеся на холм» или «муравьи, карабкающиеся по дереву».  Блюдо называется так, потому что в нём видны кусочки мясного фарша, прилипшие к лапше, напоминающие ползущих по веткам насекомых.

## Приготовление
Блюдо состоит из мясного фарша, например, свиного, приготовленного в соусе и смешанного с лапшой (фунчозой). Другие ингредиенты в блюде могут включать рисовый уксус, соевый соус, бульон, растительное масло, кунжутное масло, зелёный лук, чеснок, имбирь и перец чили. Чтобы сделать «муравьёв», мясо маринуют на короткое время при комнатной температуре, а лапшу замачивают до размягчения или отваривают. В воке масло нагревается почти до дыма. Зелёный лук, чеснок и имбирь слегка поджариваются в сковороде перед добавлением маринованного мяса. Размягченная лапша добавляется в вок, чтобы впитать оттуда сок и аромат. Можно добавить зелень кинзы. Блюдо подают тёплым. Сухую (не размягчённую) лапшу также можно обжарить в горячем масле, чтобы придать блюду текстуру. Лапша сразу же вздувается, и её можно выловить шумовкой из бамбуковой или нержавеющей проволоки, а затем положить на бумажные полотенца, чтобы она подсохла, прежде чем добавлять её к остальной части блюда.